# Andrej Sekera
Andrej Sekera (Bojnice, 8 giugno 1986) è un ex hockeista su ghiaccio slovacco.

## Palmarès

### Club
- Campionato slovacco: 1

Dukla Trencin: 2003-2004

### Nazionale

#### Mondiali
- 1 medaglia:
  - 1 argento (Finlandia/Svezia 2012)

#### World Cup of Hockey
- 1 medaglia:
  - 1 argento (World Cup of Hockey 2016)

### Individuale
- Miglior giocatore slovacco (Golden Puck)

2015-2016